# Eulach
Die Eulach ist ein rund 20 Kilometer langer Nebenfluss der Töss.

## Etymologie
An historischen Namensformen sind Öllach (1285, 1339), Oillach (1394), Öulach (1480), Öülach, Oülach, Öwlach (15. Jahrhundert) bezeugt. Die Herkunft des Gewässernamens ist unsicher, sie kann germanisch oder keltisch sein. Womöglich ist er eine Zusammensetzung von althochdeutsch aha ‘Fliessgewässer, Bach’ (vgl. Ache) mit althochdeutsch *ouwila ‘Land am Wasser’; die Bedeutung wäre diesfalls ‘Bach mit Flusswiesen’. Als Grundlage des Ortsnamens Elgg wurde hingegen ein keltisches *Agilā erwogen, das ebenfalls als einstiger Name des Flusses gedeutet wurde.

## Geographie

### Verlauf
Die Eulach entspringt nördlich des Schauenbergs in der ehemaligen Gemeinde Hofstetten (ZH) unter dem Namen Farenbach und läuft zunächst etwa nordwärts. Nach etwa fünf Kilometern wendet sie sich in nun breitem Tale und unter dem Namen Eulach bei Elgg auf Westlauf. Sie mündet nach Durchquerung der Stadt Winterthur in deren Stadtkreis Wülflingen von rechts in die untere Töss. Das bescheidene Gewässer spielte gleichwohl als Energiequelle bei der Industrialisierung der Stadt eine wichtige Rolle.
Das Gebiet zwischen Elgg und Winterthur heisst nach dem Fluss Eulachtal. Winterthur wird manchmal als Eulachstadt bezeichnet. Vor der Eindolung auf Altstadtgebiet von der Berufsfachschule bis zum Sulzer-Hochhaus, mit einer kleinen Öffnung auf Höhe Neumarkt an der Technikumstrasse, verlief der Fluss um die mittelalterliche Stadt herum auf der Technikumseite. Das Winterthurer Stadtzentrum wird vom Fluss auf 650 Metern unterirdisch passiert. Die Eulach dient bis heute bei starken Niederschlägen der Hochwasserentlastung für die städtische Kanalisation.

### Zuflüsse
Direkte und indirekte Zuflüsse
Die direkten Zuflüsse bachabwärts:
- Farenbach (linker Quellbach, Hauptstrang), 4,5 km[7], 5,13 km², 170 l/s
- Tüllbach (Horbenbach[8]) (rechter Quellbach, Nebenstrang), 2,7 km, 3,58 km², 110 l/s
- Birmisbach (rechts), 2,5 km, 2,91 km²
- Kehrbach (links), 1,5 km
- Nidistelbach (links), 1,2 km
- Schneitbach (rechts), 3,7 km, 4,44 km²
- Aeschlihaldenbach (links), 1,1 km
- Ramisbach (rechts), 1,5 km
- Angenbach (Fluckentobelbach[8]) (links)
- Fulauer Tobelbach (rechts), 1,9 km, 2,07 km²
- Hinterweidbach (rechts), 0,2 km
- Dickbuecherbach (links), 1,8 km
- Waltensteiner Eulach (links), 4,1 km, 4,34 km², 130 l/s
- Schnidertobelbach (rechts), 0,7 km
- Felsenhofbach (links), 0,6 km
- Schürliwisbach (links), 0,9 km
- Püntackerbach (links), 0,9 km
- Hölltobelbach (links), 1,4 km
- Jätbach (rechts), 1,8 km, 1,24 km²
- Tubentalbach (links), 0,7 km
- Standbrunnenbach (rechts), 0,5 km
- Kartenbüelgraben (rechts), 1,0 km
- Riedbach  (Wisenbach[8]) (rechts), 7,8 km
- Mattenbach (links), 8,9 km, 12,6 km², 259 l/s
- Brüelwisenbach (links), 0,3 km
- Brüelwaldbach (links), 0,3 km
- Brüelbergbach (links), 0,3 km
- Unterer Brüelbergbach (links), 0,4 km
- Rosentalbach (rechts), 3,6 km'

## Geschichte
Es darf angenommen werden, dass die Eulach für die Gründung der Stadt Winterthur von entscheidender Bedeutung war. So umfloss der Fluss die damalige Stadtgrenze. Vom Mittelalter bis zur Industrialisierung war die Wasserkraft der Eulach ein wichtiges Gut. Durch die Umleitung eines Baches im Waltsental wurde ihre Wasserführung bereits früh erhöht. Erstmals urkundlich bestätigt wurde das Winterthurer Nutzungsrecht für das Eulachwasser 1180 von den Kyburgern; 1433 wurde es schriftlich bekräftigt durch Kaiser Sigismund, nachdem drei Jahre zuvor das Kloster Töss den Abriss aller ab 1415 erbauten Mühlen verlangt hatte. Von der zweiten Hälfte des 12. Jahrhunderts bis 1835 wurde von der Eulach der Rettenbach abgezweigt, der Winterthur Brauchwasser zuführte sowie der Abfallentsorgung diente. Alleine im Bereich der Altstadt nutzten sechs Mühlen die Wasserkraft des Flusses. Die Eulach war über 400 Jahre im Besitz der Stadt Winterthur; 1895 wurde sie zum öffentlichen Gewässer, und die Nutzung wurde nun durch staatliche Konzessionen geregelt.
Im 19./20. Jahrhundert nahm der Siedlungsdruck der Stadt zu, weshalb im Laufe der Zeit mehrere Riedgebiete um die Eulach trockengelegt und Flussarme zugeschüttet wurden. 1911/12 dolte man dann die Eulach im Bereich der Quartiere Altstadt/Neuwiesen ein, so dass sie heute im Stadtzentrum nur noch durch ein kleines Sichtfenster zu sehen ist. Weitere Korrekturen gab es in den Jahren 1952–1960 sowie 1968–1975.

Das Eulachwuhr am Bahnhofplatz vor der Eindolung, ca. 1905
Offene Eulach entlang der Eulachstrasse (heute Technikumstrasse), ca. 1910
Eindolung der Eulach im Bereich des heutigen Sulzer-Hochhauses, 1912
Eindolung der Eulach beim Wuhr, Blick gegen Bahnhofplatz, 1911

## Namensgeber
Nach der Eulach benannt sind oder waren in Winterthur: die Eulachhalle, die ehemalige Winterthurer Radiostation Radio Eulach (Vorgänger des heutigen Radio Top), der Eulach Squash-Club Winterthur, der Tennisclub TC Eulach, der ehemalige Unihockeyclub UHC Winterthur-Eulach, die Blaskapelle Eulach Musikanten sowie der Eulachpark im Quartier Hegi, wo das Flussbett 2010 renaturiert und zugänglich gemacht wurde.